# Johannes Virdung

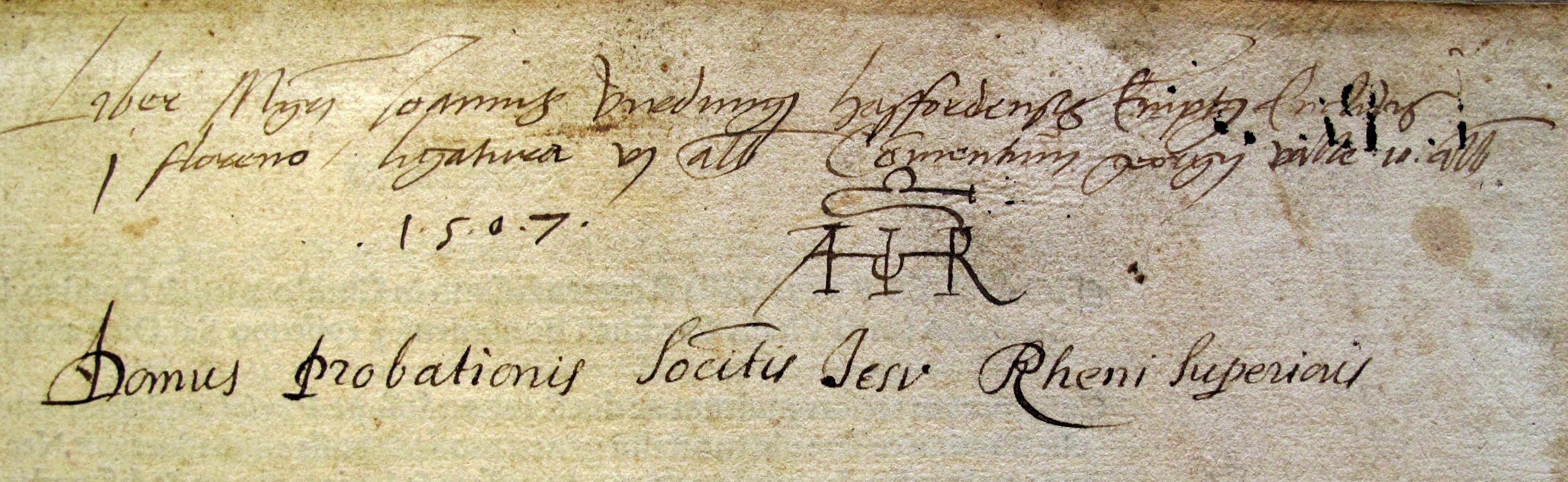
Autographer Besitzeintrag Virdungs in einem Buch der Stadtbibliothek Mainz

Johannes Virdung oder Johann Virdung von Hassfurt (* 15. März 1463 in Haßfurt; † 1538/39) war ein deutscher Astrologe und Mediziner.

## Leben
Es wird angenommen, dass Virdung bei dem Astronomen Albert de Brudzewo in die Schule gegangen ist. Sein Studium begann er 1481 an der Universität Leipzig, welches er später (1484–1487) für sein Studium in Krakau unterbrach. 1487 wurde er in Leipzig als Johannes Johannis baccalaureus Cracoviensis wieder rezipiert. Sein Studium in Leipzig schloss er 1491 als artium magister Lypsensis ab. Jahrzehnte später, im Jahre 1529, promovierte er zum Doktor der Medizin in Heidelberg.
Von seinen Lebensumständen ist nichts Näheres bekannt als das, was er selbst in seinen Werken mitteilt.
Er war ein gefeierter Astrologe des 16. Jahrhunderts. Er hatte eine öffentliche Position am so genannten Musenhof von Philipp, Kurfürst der Pfalz, in Heidelberg. Er schrieb diverse Werke, wie beispielsweise eine Erläuterung zur Apokalypse, einer Practica von dem Entchrist. Er machte wissenschaftliche Reisen durch Deutschland, Frankreich und Italien und wurde auch nach Dänemark berufen, um dem König Christian II. die Genesis auszulegen. Seit 1529 lehrte er an der Universität Heidelberg Astronomie und Medizin.
Virdung stand mit Johannes Trithemius in Verbindung. Der Briefwechsel der beiden, in dem sich der auch mit Magie in Verbindung gebrachte Abt und Gelehrte Trithemius abfällig über den – im Gegensatz zu Trithemus, Agrippa und Paracelsus – eine eher praktische Magie betreibenden Johann Georg Faust äußert, ist die hauptsächlich überlieferte Quelle für die Geschichte über Doctor Faustus (Georg Zabel).
Sein Tabellenwerk Tabulae resolutae zählt zu seinen bedeutendsten Werken. Ein derartiges Werk war erforderlich, um unter den damaligen Voraussetzungen des geozentrischen Weltbildes, welches die Umläufe der Planeten um die Sonne nicht kannte, aus gemittelten Kreisbahnen und so genannten Epizykeln die wahre Planetenposition annähernd errechnen zu können. Virdung bezieht sich in seinem Werk auf die alfonsinischen Tafeln, Regiomontanus und Peurbach.

### Die große Konjunktion von 1524
Virdung war in eine damals sehr heftig geführte Auseinandersetzung bezüglich der zu erwartenden Auswirkungen der großen Konjunktion von 1524 in den Fischen einbezogen. Johannes Stöffler und andere schlossen aus dieser Konstellation auf große, sintflutartige Überschwemmungen, die noch heute zu den größten Fehlprognosen in der Geschichte der Astrologie zählen.

Virdung sprach sich hierbei gegen das Überschwemmungsszenario aus, jedoch brachte er hier eben den Entchrist (Antichrist) der Apokalypse ins Gespräch und prognostizierte Aufstände und eine Schwächung des christlichen Glaubens. Diese Schrift wurde in besonderem Maße auch dazu genutzt, die Angst vor der Reformationsbewegung um Martin Luther anzuheizen. So wundert es nicht, dass sie in den folgenden Jahren bis zu fünfzehn weitere Auflagen erlebte. Die Bauernkriege in den 1520er Jahren wurden durchaus als Bestätigung der Prognose Virdungs aufgefasst. Er formulierte: 

„Vnd die geringen menschen, schnödes geschlechts werden sich erhöhen wider die Kunig vnd grossmechtige, sie vndtersteen zu vertreiben aus irem gewalt und jemmerlich vervolgen.“

## Geburtsdaten
Außer einem Horoskop existiert keine bekannte Quelle, welche das Geburtsdatum belegt. Allgemein wird das Jahr 1463 angegeben, allerdings auch teilweise 1465. Aus dem Horoskop lässt sich mit Hilfe der Daten über die Planetenstände des Tages die Geburtszeit 08:32 Uhr des 15. März 1463 berechnen.

## Schriftstellerische Leistung
Die Leistungen Virdungs auf dem schriftstellerischen Gebiet bewegten sich meist im Bereich landläufiger Kalendermacherei und Astrologie. Außerdem gab er Prognostika heraus, welche ihm häufig nachgedruckt wurden, weswegen er beim Kaiser durch eine Klage das Recht gegen den Nachdruck seiner Prognosen erwarb.
Ungewöhnliche Naturereignisse hatten meist neue Werke von Virdung zur Folge, wie beispielsweise der Komet von 1506, die Sonnenfinsternis im Jahre 1513 und das Nebenmondphänomen, welches in Württemberg beobachtet wurde.

## Werke
- Practica cracoviensis sup anno 1495, mit Widmungsbrief an Kurfürst Philipp von der Pfalz. Leipzig, Conrad Kacheloffen, 1494[7]
- Prognosticon pro Anno domini 1497. Leipzig, 1496[8]
- Deutsch Practica auff 1497 iare. Nürnberg 1496[9]
- Ußlegung und erclerung (bzw. Auszlegung unnd erklerung) der wunderbarlichen kunftigen erschrocklichen Ding die uns der Stern mit dem schwantz den mann Comet nent, in unsern landen gesehen im jar 1506. Nürnberg 1506[10]; ohne Ort 1506[11]
- Practica 1511. Ohne Ort 1511, kurzes Fragment.[12]
- Prognosticon super Solis Eclipsim Anno 1513. Heidelberg 1513[13]
- Practica Teutsch über die newe erschröckliche vor nie gesehen coniunction oder zusammenvereinigung der planeten im jar 1524 zukünftig. Oppenheim 1523
- Uber die wunderbarlichen Zaichen die do gesehen worden seind bey dem Mon auff dem Schloß hohen Drach im Wirttenberger Landt im 1514 Jare. Speyer, Jacob Schmyeden 1514[14]; ohne Ort 1514[15]
- Auszlegung und Bedeütnisz des Cometen der gesehen worden ist im Augstmon im 1531. Speyer 1531[16]
- Auslegung des Cometen der do gesehen worden ist im Herbstmon und Weynmon, in diesem 1532 Jare. Speyer 1532[17]
- Nova medicinae methodus. Haguenau, Valentinus Kobian 1533[18]
- Tabulae resolutae de supputandis siderum motibus. Nürnberg, Johannes Petreius 1542[19]
- De cognoscendis et medendis morbis ex corporum coelestium positione. Venedig, Damiano Zenari 1584[20]
- Practica von dem Entchrist. Ca. 1510/1511

Kurze Kommentare zu vielen Ausgaben bei der Digital International Astrology Library.